# Rikke Møller Pedersen
Rikke Møller Pedersen (ur. 9 stycznia 1989 w Odense) – duńska pływaczka specjalizująca się w stylu klasycznym. Brązowa medalistka olimpijska z 2016 roku, wielokrotna medalistka mistrzostw świata i Europy, była rekordzistka świata na dystansie 200 m stylem klasycznym.

## Kariera pływacka
W 2009 roku zdobyła złoty medal mistrzostw Europy na krótkim basenie w Stambule  na dystansie 200 m żabką w czasie nowego rekordu Europy (2:16,66 min) oraz srebrny na 100 m na mistrzostwach Europy na basenie 50-metrowym w Budapeszcie w 2010 roku.
Uczestniczka igrzysk olimpijskich w Londynie 100 m (8. miejsce) i 200 m żabką (4. miejsce) oraz w sztafecie 4 × 100 m stylem zmiennym (7. miejsce).
Rok później, na mistrzostwach świata w Barcelonie w półfinale ustanowiła rekord świata na dystansie 200 m stylem klasycznym (basen 50 m) wynikiem 2:19,11. W finale z czasem 2:20,08 zdobyła srebrny medal. W konkurencji 100 m żabką uzyskała czas 1:05,93 i uplasowała się na czwartym miejscu. Na 50 m stylem klasycznym była szósta, uzyskawszy czas 30,72.
Podczas mistrzostw świata w Kazaniu w 2015 roku zdobyła brązowy medal w konkurencji 200 m żabką ex aequo z Hiszpanką Jessicą Vall i Chinką Shi Jinglin. Wszystkie trzy pływaczki uzyskały czas 2:22,76. Na dystansie 100 m stylem klasycznym z czasem 1:07,42 zajęła 12. miejsce. Pedersen startowała również na 50 m żabką, gdzie uplasowała się na 23. miejscu (31,48).
Na igrzyskach olimpijskich w Rio de Janeiro w 2016 roku wraz z Mie Nielsen, Jeanette Ottesen i  Pernille Blume wywalczyła brązowy medal w sztafecie 4 × 100 m stylem zmiennym. Duńska sztafeta przypłynęła zaledwie 0,01 s za reprezentantkami Australii i poprawiła jednocześnie rekord Europy, uzyskawszy czas 3:55,01. Na dystansie 200 m stylem klasycznym z czasem 2:23,74 była ósma, a w konkurencji 100 m żabką zajęła dziesiąte miejsce (1:07,07).
14 stycznia 2019 roku poinformowała o zakończeniu kariery sportowej.

### Rekordy świata
| Data            | Miejsce   | Konkurencja             | Rezultat    | Status                               |
| --------------- | --------- | ----------------------- | ----------- | ------------------------------------ |
| 1 sierpnia 2013 | Barcelona | 200 m stylem klasycznym | 2:19,11 min | do 30 lipca 2021 Tatjana Schoenmaker |